# Micromus angulatus
Micromus angulatus är en insektsart som först beskrevs av Stephens 1836.  Micromus angulatus ingår i släktet Micromus, och familjen florsländor. Arten är reproducerande i Sverige. Inga underarter finns listade.

## Bildgalleri

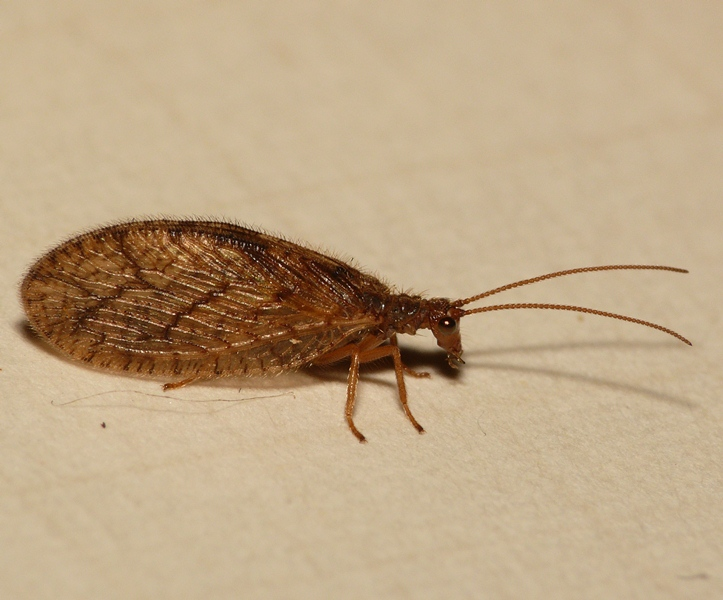